# Principen om inklusion/exklusion
I kombinatoriken ger principen om inklusion/exklusion ett sätt att räkna antalet element i en union av flera mängder. Principen är av stor nytta i många kombinatoriska problem, där man genom att införa rätt mängder kan reducera problemet till att beräkna antalet element i en union; se exempel nedan.
Pricipen säger att om {\displaystyle A_{1}\ldots A_{n}} är ändliga mängder så gäller att:
{\displaystyle \left|\bigcup _{i=1}^{n}A_{i}\right|=\sum _{i=1}^{n}\left|A_{i}\right|-\sum _{i,j\,:\,i<j}\left|A_{i}\cap A_{j}\right|}{\displaystyle +\sum _{i,j,k\,:\,i<j<k}\left|A_{i}\cap A_{j}\cap A_{k}\right|-\ \cdots \cdots \ \pm \left|A_{1}\cap \cdots \cap A_{n}\right|}
där {\displaystyle |A_{n}|\qquad } är antalet element i mängden {\displaystyle A_{n}\qquad }.

## Specialfall

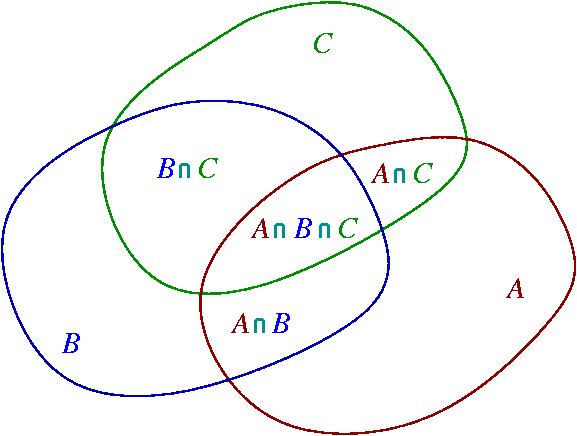
Inklusion/exklusion med tre mängder

### n=2
Då det bara finns två mängder och man vill ha reda på antalet element i unionen av dessa mängder, summerar man först antalet element i dessa båda mängder. Nu har man räknat vissa element dubbelt, nämligen alla element som finns i båda mängderna och man måste därför subtrahera antalet element som finns i båda mängderna.
{\displaystyle |A\cup B|=|A|+|B|-|A\cap B|}

### n=3
Har man tre mängder blir formeln lite mer komplicerad. Först summeras antalet element i de tre mängderna, varvid flertalet element räknas flera gånger. Subtraheras alla element som finns i två av mängderna blir det bättre, men antalet element som finns i alla tre mängderna måste läggas till för att få rätt svar. Se figur.
{\displaystyle \left|A\cup B\cup C\right|=|A|+|B|+|C|-\left|A\cap B\right|-\left|A\cap C\right|-\left|B\cap C\right|+\left|A\cap B\cap C\right|}

## Allmänna fallet
Den k:te delsumman av typen {\displaystyle \sum _{i_{1},i_{2},\ldots ,i_{k}\,:\,i_{1}<i_{2}<\ldots <i_{k}}\left|A_{i_{1}}\cap A_{i_{2}}\cap \ldots \cap A_{i_{k}}\right|} har {\displaystyle n \choose k} element (antalet sätt att välja ut k stycken index från totalt n möjligheter).

## Exempel

### Problem
Hur många permutationer av alfabetets 29 bokstäver innehåller inte något av mönstren FISK, SKAL eller LAX?

### Lösning
Inför följande mängder:
U = {alla permutationer av alfabetet}
A = {alla permutationer som innehåller "FISK"}
B = {alla permutationer som innehåller "SKAL"}
C = {alla permutationer som innehåller "LAX"}
Vi söker {\displaystyle |U|-|A\cup B\cup C|}.
{\displaystyle |U|=29!\quad } (totala antalet permutationer av 29 bokstäver)
{\displaystyle |A|=26!\quad } (antalet permutationer av "FISK" och 25 andra symboler)
{\displaystyle |B|=26!\quad } (antalet permutationer av "SKAL" och 25 andra symboler)
{\displaystyle |C|=27!\quad } (antalet permutationer av "LAX" och 26 andra symboler)
{\displaystyle |A\cap B|=24!\quad } (antalet permutationer av "FISKAL" och 23 andra symboler)
{\displaystyle |A\cap C|=24!\quad } (antalet permutationer av "FISK", "LAX" och 22 andra symboler)
{\displaystyle |B\cap C|=0\quad } (finns inga permutationer som uppfyller båda mönstren)
{\displaystyle |A\cap B\cap C|=0\quad } (finns heller inte här några möjligheter)
Svaret blir alltså {\displaystyle 29!-27!-2\cdot 26!+2\cdot 24!\qquad }.